# Богољуб Петровић
Богољуб Петровић (Крагујевац, 27. децембар 1942 — Београд, 30. децембар 1995) био је српски глумац.

## Биографија
Дипломирао глуму на Академији за позориште, филм, радио и телевизију у Београду 1967. године. Први професионални ангажман имао у позоришту у Титовом Ужицу, глумио у Народном позоришту, академском позоришту „Бранко Крсмановић“, Расовом позоришту, Радничком позоришту и Савременом позоришту. Од 1968. године стални је члан ансамбла Малог позоришта „Душко Радовић“ на Ташмајдану. Као младић се активно бавио коњичким јахањем у Коњичким клубовима „Граничар“ и „Алекса Дундић“ и имао значајне резултате у земљи и иностранству (јуниорски првак Европе у препонском јахању). Сахрањен је на Топчидерском гробљу у Београду.

## Филмографија
| Год.       | Назив                                          | Улога                                     |
| ---------- | ---------------------------------------------- | ----------------------------------------- |
| 1960. е    |                                                |                                           |
| 1968.      | Дан одмора једног говорника                    |                                           |
| 1968.      | Има љубави, нема љубави                        |                                           |
| 1968.      | Максим нашег доба                              |                                           |
| 1969.      | Низводно од сунца                              |                                           |
| 1970. е    |                                                |                                           |
| 1970.      | Сирома сам ал’ сам бесан                       | Барон                                     |
| 1971.      | У љубави свако задовољство је патња            |                                           |
| 1973.      | Бела кошуља                                    | водоноша                                  |
| 1973.      | Лептирица                                      | Ћебо                                      |
| 1973.      | Наше приредбе (ТВ серија)                      |                                           |
| 1974.      | Ужичка република                               | Четнички капетан Ђорђевић                 |
| 1974.      | Димитрије Туцовић (ТВ серија)                  |                                           |
| 1975.      | Ђавоље мердевине                               | Моравац                                   |
| 1975.      | Црвена земља                                   | Бегунац                                   |
| 1975.      | Отписани                                       | Железничар                                |
| 1976.      | Повратак отписаних                             | Аца                                       |
| 1976.      | Војникова љубав                                | Цацин вереник                             |
| 1976.      | Ужичка република                               | капетан Ђорђевић                          |
| 1977.      | 67. састанак Скупштине Кнежевине Србије        |                                           |
| 1978.      | Двобој за јужну пругу                          | Командир                                  |
| 1978.      | Бошко Буха ( ТВ мини серија)                   | /                                         |
| 1978.      | Бошко Буха                                     | /                                         |
| 1978.      | Повратак отписаних (ТВ серија)                 | Аца                                       |
| 1979.      | Јована Лукина                                  | Лука                                      |
| 1979.      | Последња трка                                  | Видоје Перић                              |
| 1979.      | Слом                                           | Ађутант                                   |
| 1980. е    |                                                |                                           |
| 1980.      | Плажа (ТВ фолм)                                |                                           |
| 1980.      | Врућ ветар                                     | Веснин директор Курчубић                  |
| 1980.      | Подијум                                        | Ждракула                                  |
| 1981.      | Краљевски воз                                  | Туфегчић, полицијски агент                |
| 1981.      | Човек који је појео вука (ТВ)                  | Шумар                                     |
| 1981.      | База на Дунаву                                 | Колар                                     |
| 1981.      | Последњи чин                                   | Младен                                    |
| 1981.      | Туга                                           |                                           |
| 1981.      | Лов у мутном                                   | Зоран                                     |
| 1981.      | Широко је лишће                                | Мајстор светла                            |
| 1981.      | Светозар Марковић                              |                                           |
| 1982.      | Паштровски витез                               | Фурлан                                    |
| 1981-1982. | Приче преко пуне линије                        | Момир Јокић                               |
| 1983.      | Тимочка буна                                   | Поручник                                  |
| 1984.      | Пјешак у аутомобилу                            |                                           |
| 1985.      | И то ће проћи                                  | Службеник                                 |
| 1985.      | Црвени и црни                                  | Сицилијанац Пјетро                        |
| 1987.      | Случај Хармс                                   | Агент КГБ                                 |
| 1987.      | Сазвежђе белог дуда                            | Раца                                      |
| 1987.      | Вук Караџић (серија)                           |                                           |
| 1988.      | Сунцокрети                                     |                                           |
| 1988.      | Сулуде године                                  | нови управник доктор Брзић                |
| 1988.      | Четрдесет осма — Завера и издаја               | Официр који је гледао „Бесмртног Кашчеја“ |
| 1987-1988. | Бољи живот                                     | Надзорник у затвору                       |
| 1989.      | Мистер Долар (ТВ)                              | Председник певачког друштва               |
| 1989.      | Бољи живот                                     | Цариник                                   |
| 1990. е    |                                                |                                           |
| 1990.      | Народни посланик                               | Сима Сокић                                |
| 1990.      | Бољи живот 2                                   | Цариник                                   |
| 1991.      | Глава шећера                                   | Милета из Миокуша                         |
| 1991.      | Свемирци су криви за све                       | Гиле                                      |
| 1991.      | Гњурац                                         | Радованов колега са посла                 |
| 1993.      | Пун месец над Београдом                        |                                           |
| 1994.      | Голи живот                                     | Муџахедин                                 |
| 1994.      | Полицајац са Петловог брда (ТВ серија из 1994) | радник на хиподрому                       |
| 1995.      | Крај династије Обреновић                       | Генерал Јован Мишковић                    |
| 1995.      | Срећни људи 2                                  | Портир у суду                             |
| 1996.      | Горе доле                                      | Арса                                      |
| 1996.      | Нечиста крв                                    | Арса                                      |